# Clausocalanus farrani
Clausocalanus farrani är en kräftdjursart som beskrevs av Sewell 1929. Clausocalanus farrani ingår i släktet Clausocalanus och familjen Clausocalanidae. Inga underarter finns listade i Catalogue of Life.